# Robert Mauzelius
Anders Robert Celibanus Mauzelius, född den 13 juni 1864 i Uppsala, död den 9 november 1921 i Stockholm, var en svensk kemist och mineralog.

## Biografi
Mauzelius blev filosofie licentiat 1894 och filosofie hedersdoktor 1917 i Uppsala. Åren 1889–1892 biträdde han professor Cleve vid olika kemiska arbeten och var därefter under någon tid assistent vid kemiska stationen i Gävle. Åren 1892–1896 utförde Mauzelius vid Uppsala universitets kemiska institution mineralanalyser för professor Sjögrens räkning. Åren 1896–1901 verkade han som mineralanalytiker för Mauzelius räkningi hans privatlaboratorium i Stockholm. År 1901 anställdes han som biträdande laborator och 1907 som ordinarie kemist vid Sveriges geologiska undersökning. 
Mauzelius var sannolikt Sveriges skickligaste mineralanalytiker vid den här tiden.[källa behövs] Många gånger då analysmaterialet enbart bestod av några få centigram eller då dess homogenitet var tvivelaktig, klarade han att lösa uppgifter. Han analyserade över 100 mineral, av vilka åtminstone 27 var nya för vetenskapen, de flesta från Långban, Jakobsberg och Pajsberg. Ett av dem, ett fluorhaltigt kalcium-bly-titan-antimoniat från Jakobsberg, fick 1895 av Sjögren namnet mauzeliit. 
För Sveriges geologiska undersökning utförde Mauzelius ett stort antal analyser av mineral och bergarter, malmer och jordarter samt bitummösa skiffrar. För de senares undersökning utarbetade han tillförlitliga analysmetoder. Då Aktiebolaget Kolm ur sitt råmaterial erhöll vida mindre utbyte av radiumsalter, än man beräknat, visade Mauzelius, att kolmen ej, så som auktoriteter hade uppgivit, höll en halt av 3 milligram radium per ton, utan endast 1,3 milligram. 
Vid radiumterapins tillämpning i Sverige utförde Mauzelius ett mycket värdefullt arbete, dels genom kontrollmätning av originalpreparat, dels vid dessas dosering och inpackning i tuber av guld eller platina. Den 1913 av svenska staten inköpta radiumstandarden ställdes under Mauzelius direkta vård. 
Hans mineralanalyser är publicerade i arbeten av Hjalmar Sjögren, Gustaf Flink, Alfred Elis Törnebohm, Gregori Aminoff med flera och återfinns i "Geologiska föreningens förhandlingar", "Bulletin of the Geological Institution of Uppsala" samt i publikationer från Riksmuseum och Sveriges geologiska undersökning. En uppsats, "Till frågan om kolmens radiumhalt", finns i Teknisk tidskrift 1914.
Mauzelius är begravd på Uppsala gamla kyrkogård.